# Eugen Altman
Eugen Altman, född 1881 i Moskva, död 10 mars 1950, var en ingenjör verksam inom sanitetsporslin. Han verkade från 1939 och fram tills sin bortgång vid Gustavsbergs porslinsfabrik där han spelade en avgörande roll i uppbyggandet av sanitetsporslinstillverkningen. Altman fick en stor betydelse när tillverkningen rationaliserades och när nya fabriker byggdes.
Altman föddes i Ryssland och utbildades i Tyskland där han blev diplomingenjör vid Berlins tekniska högskola. Han arbetade på AEG och studerade sedan i Darmstadt och blev doktor i maskinteknik 1909. Han var sedan konstruktör och chef på Rosenthals högspänningslaboratorium och sedan chef för Konstatinopels elektricitetsverk. Han återgick sedan Rosenthal och när företaget ingick en överenskommelse med Ceramica Italiana di Laveno om tillverkning av högspänningsisolatorer blev Altman teknisk chef vid den italienska fabriken. Altman utsågs 1931 till chef för hela fabriken med tillverkning av hushållsporslin, sanitetsporslin och isolatortillverkning. 
Altman tvingades som jude att lämna Italien efter ett dekret av Mussolini 1938. Altman värvades av Gustavsbergs vd Hjalmar Olson då Gustavsberg saknade komptens inom sanitet som bolaget ville starta storskalig produktion av. När Altman tillträdde som chef på Gustavsberg 1939 var det för både hushålls- och sanitetsfabriken. Altman planerade tillsammans med Olof Thunström den nya hushållsporslinsfabriken. Det var också Altman som tog med sig de första italienska arbetarna till Gustavsberg, Cesare Rossi och Giuseppe Villa. Altman efterträddes som teknisk chef av Artur Teglund.